# Marius-Gheorghe Surgent
Marius-Gheorghe Surgent (n. 8 ianuarie 1969

) este un deputat român, ales în 2016. 